# Phil Ofosu-Ayeh
Pour les articles homonymes, voir Ofosu.
Philemon Ofosu-Ayeh, dit Phil Ofosu-Ayeh, est un footballeur ghanéen né le 15 septembre 1991 à Moers (Allemagne). Il évolue au poste de défenseur.

## Biographie
Il reçoit sa première sélection en équipe du Ghana le 13 octobre 2015, en amical contre le Canada (match nul 1-1).
Avec les clubs du VfR Aalen et de l'Eintracht Brunswick, il dispute 68 matchs en deuxième division allemande, inscrivant deux buts.
Le 20 juin 2017, il rejoint le club anglais des Wolverhampton Wanderers.